# غريغوري بيلي
غريغوري بيلي (بالإنجليزية: Gregory Beale)‏ هو عالم عقيدة أمريكي، ولد في 1949 في دالاس في الولايات المتحدة.